# Ꙥ
Ꙥ ꙥ (М'який Л) — кирилична літера, яка використовується в старослов'янській мові для позначення м'якого звука Л в деяких слов'янських мовах, а також використовується в кирилізації арабської мови.